# Mixage 2
Mixage 2 (ricordata anche come Mixage '83 Inverno) è una compilation di brani musicali famosi nel 1983, pubblicata nell'inverno di quell'anno. La compilation venne pubblicata dalla Baby Records nei formati LP e MC. 

## Tracce
Lato A
1. Pink Project – Hypnotized
2. Sandy Joung – Flashdance... What a Feeling [cover]
3. Gazebo – Lunatic
4. The Twins – Ballet Dancer
5. Kensi-Kensu – Casanova
6. Cless – Extraterrestreally
7. Madeleine Uzho – Satisfied

Lato B
1. Olé Olé – No Controles
2. Esperanto – Paris Latino [cover]
3. D.D. Sound – 1, 2, 3, 4, Gimme Some More
4. Kangaroo – Bahamas
5. Los João – Santa Maria De Portugal
6. Waterfront Home – Take A Chance (On Me)
7. Gilbert Montagné – Musicienne

## Classifiche

### Classifiche di fine anno
| Classifica (1983) | Posizione | Max Posizione |
| ----------------- | --------- | ------------- |
| Italia            |           |               |

| Classifica (1984) | Posizione | Max Posizione |
| ----------------- | --------- | ------------- |
| Italia            | 14        | 1             |